# 绍卡里县
紹卡里县（西班牙語：Provincia de Saucarí），是玻利維亞的县份，位於該國西部，屬於奧魯羅省的一部分，县府設於托萊多，面積2,986平方公里，2001年人口7,763，2001年人口密度每平方公里2.6人。